# Іван Орновський
Іван Орновський (пол. Jan Ornowski, Ян Орновський; бл. 1651 – після 1705) — український поет кінця XVII — початку XVIII століття. Входив у літературний гурток Варлаама Ясинського, а отже, вчився в Київській колегії. Був близький до літературного гуртка, що зібрався довкола гетьмана Івана Мазепи та його родини. Автор низки книг, зокрема першої відомої книги про Харків — польськомовного твору «Багатий сад» (1705), яка насправді була панегіриком роду харківських полковників Донець-Захажевських, але містить велику кількість даних про життя Харкова на зламі XVII-XVIII століть.
Перша його книжка «Небесний Меркурій» вийшла в Чернігові 1686 року, тут-таки в 1693 році опубліковані його поетичні книги «Муза роксоланська» і «Скарбниця дорогого каміння».
Відомий своїми панегіриками вельможам і меценатам того часу: Іванові Мазепі і роду Донець-Захажевських. Так, 1705 року в Києві в друкарні Києво-Печерської лаври І. Орновський видав книгу «Багатий сад» (повна назва довга, що типово для того часу: Bogaty w parantele, sławę у honory wirydarz herbownemi Ich Mościow Panow P. Zacharzewskich pozornie po swych kwaterach zasadzony róźami…), присвячену роду харківських полковників Захаржевських.
Писав польською мовою, з домішками латини та книжної української мови.